# Avelino Vizcarra Echave
Avelino Vizcarra Echave fue un médico y político peruano. Representó al departamento del Cusco como senador de la República del Perú durante casi una década entre 1883 y 1893 además de haber participado, como médico, en la Guerra con Chile. 
Estudió medicina en la Facultad de Medicina de San Fernando de la Universidad de San Marcos y en 1880 presentó una tesis sobre "matrimonio entre consanguíneos" para obtener el grado. Durante la guerra con Chile, tomó parte de la defensa de Lima como parte de las ambulancias de las posiciones peruanas. Se casó en 1887 con Sofia Hohagen Farfán y tuvo dos hijas: Sofía Victoria y Guillermina Vizcarra Hohagen.
Fue elegido senador por el departamento del Cusco en el congreso reunido en Arequipa en 1883 por el presidente Lizardo Montero luego de la derrota peruana en la guerra con Chile. En aquel congreso fue de los senadores que votaron por el "no" ante la propuesta de ceder la provincia de Tarapacá a Chile.  Luego, con la reinstauración de la democracia en el gobierno de Andrés Avelino Cáceres en 1886, regresó a la Cámara de Senadores siempre representando al departamento del Cusco, desde 1886 hasta 1893.